# 하시모토 칸나
하시모토 칸나(일본어: 橋本 環奈 하시모토 간나[*], 1999년 2월 3일 ~ )는 일본의 아이돌이며, 여성 아이돌 그룹 Rev. from DVL의 멤버였다. 소속사는 디스커버리 넥스트이다. (액티브 하카타 공동 매니지먼트).

## 출연

### 영화
- 진짜로 일어날지도 몰라 기적 (2011년 6월 11일, 가가) - 하야미 칸나 역
- 암살교실 (2015년 3월 21일, 토호) - 리츠/자율 사고 고정 포대 역
  - 암살교실: 졸업편 (2016년 3월 25일)
- 세일러복과 기관총 - 졸업 (2016년 3월 5일, KADOKAWA) - 주연·호시 이즈미역
- 하루치카 (2017년 3월 4일, KADOKAWA) - 주연·호무라 치카 역
- 은혼 (2017년 7월, 워너 브라더스 영화) - 카구라 역
  - 은혼 2: 규칙은 깨라고 있는 것 (2018년 8월)
- 사이키 쿠스오의 재난 (2017년 10월 21일) - 테루하시 코코미 역
- 킹덤 (2019년 4월 19일) - 하료초 역
- 열두 명의 죽고 싶은 아이들 (2019년 1월 25일)
- 카구야 님은 고백받고 싶어 ~천재들의 연애 두뇌전 (2019년 9월 6일) - 주연•시노미야 카구야
- 오전 0시, 키스하러 와줘 (2019년 12월 6일)
- 시그널 100 (2020년 1월 24일) - 주연·카시무라 레나 역
- 킹덤2: 아득한 대지로 (2020년 1월 24일) - 주연·하로쵸 역
- 신해석 삼국지 (2020년 12월 11일) - 주연·황부인 역
- 신체 찾기 (2022년 10월 14일) - 주연·모리사키 아스카 역
- 센과 치히로의 행방불명: 라이브 온 스테이지 (2022년 11월 16일) - 주연·치하로 역
- 블랙 나이트 퍼레이드 (2022년 12월 23일) - 주연·호조 시노 역
- 킹덤3: 운명의 불꽃 (2023년 7월 28일) - 주연·하로쵸 역
- 금지된 장난 (2023년 9월 8일) - 주연·쿠로사와 히로코 역
- 킹덤4: 대장군의 귀환 (2024년 7월 12일) - 주연·하로쵸 역

### 드라마
- 스미요시가 이야기 (2012년 3월 26일 ~ 4월 6일, RKB 마이니치 방송) - 스미요시 소라 역
- 수구 양키스 (2014년 7월 12일 ~ 9월 20일, 후지 TV) - 본인 역
- 귀족탐정 3화 (2017년 5월 1일, 후지 TV) - 타루미 하루카 역
- 경시청 생물계 (2017년 7월 ~ 9월 10일, 후지 TV) - 우스기 케이코 역
- 파이널 컷 (2018년 1월 9일 ~ 3월 13일, 후지 TV) - 오가사와라 와카바 역
- 오늘부터 우리는!! (2018년 10월 14일 ~ 12월 16일, NTV) - 하야카와 쿄코 역
- 1페이지의 사랑 (2019년 2월 18일 ~, AbemaTV) - 주연·미나세 아카리 역

### 버라이어티
- 모두의 청춘 엿보기 TV TEEN!TEEN! (2014년 4월 21일 ~ , RKB 마이니치 방송) - MC

### 광고
- 일반 사단 법인 야마구치현 LP 가스 협회
- Plenus 홋토 못토 포켓몬 캠페인
- J:COM
- 프랑수아
- 일본 맥도날드
- 큐토 시스템
- 젠쿄켄
- 메아시스
- 죠난 건설 주택 정보관 (2013년 12월 ~ )
- 지반 넷 지반 세컨드 오피니언 (2013년 12월 ~ 2014년 5월)
- SoftBank 화이트가 (2014년 3월 ~ 2014년 9월)
- NHK 고지 스폿 수신료 주소 변경 (2014년 3월 ~ 2016년 3월)
- TV 도쿄 JA 전농 세계 탁구 2014 도쿄 대회 (2014년 4월 ~ 5월)
- 사이버 에이전트 Ameba 걸 프렌드 (2014년 4월 ~ 9월)
- 유키지루시 메구 밀크 네오 소프트 (2014년 10월 ~ )
- 반다이 아이 엠 스타! (2014년 10월 ~ )
- 샤프 플라즈마클러스터 (2015년 2월 ~ 10월)
- H.I.S. 〈하와이에서 쓸 수 있는 포인트 앱을 소개!〉 시리즈 (2015년 3월 ~ 6월)
- 닛신 식품 〈컵 누들〉 (2015년 4월 ~ 10월)
- 로토 제약
  - 립 베이비 크레용 / 립 베이비 프루트 (2015년 8월 ~ )
  - 로토 리세 (2016년 3월 ~ )
- 리크루트 타운 워크 (2016년 1월 ~ 3월)
- UHA 미카쿠토 〈풋쵸〉 (2016년 3월 ~ )
- 이즈미 유메 타운 (2016년 4월 ~ )
- 큐슈 노동 금고 (2016년 7월 ~ )
- 스퀘어 에닉스 〈드래곤 퀘스트 몬스터즈 수퍼라이트〉 (2016년 8월 18일 ~ )

## 음반

### 싱글
|     | 발매일          | 타이틀                               | 최고 순위 |
| --- | --------------- | ------------------------------------ | --------- |
| 1st | 2016년 2월 23일 | セーラー服と機関銃 세일러복과 기관총 | 11위      |

## 서적

### 사진집
- Little Star~KANNA15~ (2014년, 와니 북스)

## 수상
- 2014년 닛케이 트렌디 선정 〈올해의 히트 인〉[4]
- 2014년 제21회 〈베스트 스마일 오브 더 이어〉[5]
- 2014년 〈Yahoo! 검색대상〉 아이돌 부문[6]
- 2014년 제26회 〈주얼리 베스트 드레서상〉 10대 부문[7]
- 2015년 제1회 〈크리스마스 주얼리 프린세스상〉 특별상[8]
- 2015년 네일 퀸 2015 아티스트 부문[9]
- 2017년 제40회 일본 아카데미상 신인배우상.[10]